# Geeignetheitserklärung
Die Geeignetheitserklärung (englisch suitability report) ist im Bankwesen eine dem Anleger im Rahmen einer Anlageberatung vom Anlageberater in Schriftform zur Verfügung gestellte Erklärung, in welcher die erbrachte Anlageberatung dargestellt und erläutert wird und klärt, wie die Beratung auf die Präferenzen, Anlageziele und sonstigen Merkmale des Anlegers abgestimmt wurde.

## Allgemeines
Das ähnliche Zwecke verfolgende bisherige Beratungsprotokoll ist entfallen und wird durch die Geeignetheitserklärung ersetzt. Seit Januar 2018 erhalten ausschließlich Privatanleger im Anschluss an eine Anlageberatung eine so genannte Geeignetheitserklärung. Dazu sind Kreditinstitute und Finanzdienstleistungsinstitute aufgrund der zweiten europäischen Finanzmarktrichtlinie (MiFID II) sowie des deutschen Umsetzungsgesetzes (Zweites Finanzmarktnovellierungsgesetz – 2. FiMaNoG) verpflichtet.
In der Erklärung müssen Kreditinstitute schriftlich darstellen, weshalb die ausgesprochene Empfehlung – beispielsweise ein Finanzinstrument oder Finanzprodukt zu kaufen, zu halten oder zu verkaufen – zu dem jeweiligen Kunden passt, also für diesen geeignet ist. Das bedeutet einerseits, dass das Finanzinstrument oder die Dienstleistung zur Risikoeinstellung des Anlegers passen muss. Andererseits muss der Anleger die Funktionsweise und die Risiken der Empfehlung verstehen können. Dafür muss der Anlageberater die Kenntnisse und Erfahrung des Kunden, seine finanzielle Allgemeinbildung, dessen finanzielle Verhältnisse und Anlageziele erfragen und seine Anlageempfehlung anhand der Angaben überprüfen.

## Rechtsfragen
Rechtsgrundlage für die Geeignetheitserklärung ist § 64 Abs. 4 WpHG, wonach ein Wertpapierdienstleistungsunternehmen nach der Anlageberatung dem Privatkunden auf einem dauerhaften Datenträger vor Vertragsschluss eine schriftliche Erklärung über die Geeignetheit der Empfehlung zur Verfügung stellen muss. Eine Geeignetheitserklärung ist sowohl dann zur Verfügung zu stellen, wenn sich die Empfehlung auf den Kauf oder Verkauf richtet, als auch bei Halteempfehlungen. Die Geeignetheitserklärung muss die erbrachte Beratung nennen sowie erläutern, wie sie auf die Präferenzen, Anlageziele und die sonstigen Merkmale des Kunden abgestimmt wurde. Der Anleger muss die Erklärung vor Abschluss der Wertpapierorder erhalten haben.
Näheres ist in Art. 54 Abs. 12 der Delegierten Verordnung (EU) 2017/565 geregelt. Danach müssen bei einer Anlageberatung die Kreditinstitute dem Kleinanleger einen Bericht mit einem Überblick über die erteilten Ratschläge und Angaben dahingehend zukommen lassen, inwiefern die abgegebene Empfehlung zum betreffenden Kleinanleger passt, was auch Informationen darüber mit einschließt, inwieweit sie den Zielen und persönlichen Umstände des Kunden hinsichtlich der erforderlichen Anlagedauer, der Kenntnisse und Erfahrungen des Kunden sowie seiner Risikobereitschaft und Verlusttragfähigkeit gerecht wird. Die Kreditinstitute müssen die Kunden darauf aufmerksam machen und in der Geeignetheitserklärung angeben, ob sie die empfohlenen Finanzinstrumente erforderlich machen, dass der Kleinanleger deren Bestimmungen regelmäßig überprüfen lässt. Erbringt ein Kreditinstitut eine Dienstleistung, die mit regelmäßigen Eignungsbeurteilungen und -berichten einhergeht, dürfen die Anschlussberichte nach der ersten Dienstleistungserbringung nur auf Veränderungen hinsichtlich der betreffenden Dienstleistungen bzw. Finanzinstrumente und/oder die Umstände des Anlegers beziehen, während sämtliche Einzelheiten des ersten Berichts nicht noch einmal aufzuführen sind.
Nach Art. 55 der Delegierten Verordnung (EU) 2017/565 müssen die Kreditinstitute dafür sorgen, dass sich die Informationen über die Kenntnisse und Erfahrungen eines Anlegers in Anlagefragen auf folgende Themen erstrecken:
- Die Art der Dienstleistungen, Geschäfte und Finanzinstrumente, mit denen der Anleger vertraut ist;
- Art, Umfang und Häufigkeit der Geschäfte des Anlegers mit Finanzinstrumenten und Zeitraum, in dem sie getätigt worden sind;
- Bildungsstand und Beruf oder relevanter früherer Beruf des Anlegers.

Kenntnisse und Erfahrungen des Anlegers sind ein wesentlicher Teil der Geeignetheitserklärung und erfüllen die Forderung des Bundesgerichtshofs (BGH) nach „anlegergerechter“ Beratung.

## Rechtsfolgen
Die Geeignetheitserklärung enthält nicht nur die bloße Feststellung, dass ein Finanzinstrument geeignet ist. Das WpHG verlangt ausdrücklich, dass sie auch die Begründung mit einschließen muss, warum das Finanzinstrument geeignet ist, also inwiefern der Anlageberater die Auswahl der Finanzinstrumente auf die Kundenwünsche abgestimmt hat. Dazu muss er die Eigenschaften des Finanzinstruments qualitativ mit den Kundenangaben abgleichen. Eine Geeignetheitserklärung ist für alle Finanzprodukte erforderlich, die außerhalb der Anlageklasse A eingestuft werden. Fehlt eine schriftliche Geeignetheitserklärung oder wurde sie nicht richtig, nicht vollständig, nicht in der vorgeschriebenen Weise oder nicht rechtzeitig zur Verfügung gestellt, so handeln Kreditinstitute ordnungswidrig (§ 120 Abs. 8 Nr. 41 WpHG). Die Geeignetheitserklärung kann dem Anleger im zivilrechtlichen Streitfall als Beweismittel dienen, wenn sich aus ihr ergibt, dass das empfohlene Finanzinstrument für den Kunden nicht geeignet war.